# Deltosoma flavidum
Deltosoma flavidum är en skalbaggsart som beskrevs av Aurivillius 1925. Deltosoma flavidum ingår i släktet Deltosoma och familjen långhorningar.
Artens utbredningsområde är:
- Costa Rica.
- Panama.

Inga underarter finns listade i Catalogue of Life.